# That's Not Me
«That's Not Me» es una canción escrita por Brian Wilson y Tony Asher para la banda estadounidense The Beach Boys, es la tercera canción del álbum Pet Sounds de 1966. Es una obra en donde Wilson se vio influenciado por drogas psicodélicas que lo inspiraron a dirigir su atención hacia dentro de sí mismo, y sondear sus profundas dudas.

## Composición
La canción fue escrita por Brian Wilson y Tony Asher. Comúnmente en casi todas las canciones de Pet Sounds Wilson componía solo la música, sin embargo, "That's Not Me" fue una de las tres canciones en las que Asher aportó ideas musicales en lugar de actuar únicamente como un letrista; las otras dos son "Caroline, No" y "I Just Wasn't Made for These Times".
Allmusic considera que "That's Not Me" es "lo más cercano a un rock convencional" en el álbum Pet Sounds. Según el biógrafo Jim Fusilli, la estructura armónica del inicio de la composición es engañosa, en la tonalidad de Mi mayor. Los coros modulan a la tonalidad de Si mayor. Después del segundo coro, se modula de nuevo a Do mayor. Fusilli señala que el arreglo no se complace en las orquestaciones de cuerdas y cuernos, a diferencia del resto del álbum, y como resultado es una "pieza de vanguardia de la música pop", que muestra una "actuación subversiva" ante su escasa instrumentación y saltea el uso de acordes de séptima mayores.
Autor James E. Perone recuerda el uso del "suspiro", recurso presente en el conjunto de Pet Sounds. Explica:

[La canción] incluye el recurso del suspiro de Wilson [sic] al final de cada verso. Aquí, el personaje principal, esta vez es interpretado por Mike Love, define su identidad más bien en términos de qué es él, en vez de quién es él. Si bien esta última instancia define el personaje, la técnica que emplea a Asher en sus letras y el uso insistente del suspiro decaído por parte de Wilson, puede dar al oyente la impresión de que el sentido de identidad del personaje es más débil del que él podría admitir. El recurso del suspiro también vincula "That's Not Me" musicalmente con su predecesser ["You Still Believe in Me"], así como con la siguiente canción, "Don't Talk (Put Your Head on My Shoulder)".

A diferencia de todas las otras canciones de Pet Sounds en donde se emplearon músicos de sesión para tocar los instrumentos mientras que los beach boys solo cantaban (en realidad desde Today! Brian Wilson empleaba este método), en esta canción se incluyó a los demás beach boys para tocar los instrumentos; Brian Wilson toca el órgano, Carl Wilson toca la guitarra y la batería por Dennis Wilson como siempre. Alan Jardine también ha sido acreditado en la pandereta, mientras Mike Love es el líder vocal junto a Brian, y la banda entera canta el coro de fondo. Sin embargo es confuso quien toca la pandereta, pero es seguro que podría ser Al Jardine o Terry Melcher que toca la pandereta con ellos.
En las notas de una edición de Pet Sounds indica:

El contrato de AFM enumera a Brian, Carl, Dennis, Alan y Bruce que han tocado esta canción. Sin embargo, solo Brian, Carl y Dennis son claramente audibles sobre la pista básica, que incluye solamente batería, órgano, una guitarra, y pandereta. Como Brian estaba en el piso de estudio tocando. Bruce estaba en la cabina de control, ayudando a Chuck Britz (ingeniero de sonido), a dirigir la sesión.

## Grabación
La pista básica se grabó el 15 de febrero de 1966, con la pista instrumental adicional que se registró en febrero o marzo. La canción tiene una fuerte presencia de zumbidos de órganos, sobre todo al principio, una característica prominente en el rock psicodélico. Los arreglos minimalistas y las estructuras armónicas están en contraste con el resto del álbum, pero son igualmente innovadoras.
Aunque en los créditos aparece que Dennis Wilson ha tocado la batería, se especula que en realidad Hal Blaine la ha ejecutado.
La voz principal fue cantada por Mike Love con Brian Wilson, fue grabada durante febrero y marzo de 1966 en United Western Recorders. Brian declaró en 1996: "Esto lució la voz de Mike Love. Preste atención a la guitarra de doce cuerdas justo después de la letra 'I'm a little bit scared 'cause I haven't been home in a long time'". Brian agregó: "Él realmente dio en el clavo, la voz es realmente muy poderosa".

## Publicaciones
La canción apareció en Pet Sounds de 1966 y en The Pet Sounds Sessions de 1997 hay una mezcla en estéreo, una sesión de la canción y otra cantada a cappella.

## Músicos
The Beach Boys
- Al Jardine - voz, pandereta
- Bruce Johnston - voz
- Mike Love - voz líder
- Brian Wilson - voz líder, órgano, bajo eléctrico, bajo Dano
- Carl Wilson - voz, guitarra, guitarra de 12 cuerdas
- Dennis Wilson - voz, batería

Músicos de sesión
- Hal Blaine - temple block

No se sabe muy bien quién toca la pandereta, pero se acreditan a Al Jardine o Terry Melcher.